# Cymothoe luluana
Cymothoe luluana är en fjärilsart som beskrevs av Frans G.Overlaet 1945. Cymothoe luluana ingår i släktet Cymothoe och familjen praktfjärilar. Inga underarter finns listade i Catalogue of Life.